# Wallhack
Il wallhack, detto anche wallhacking o wall hack, è un trucco ricorrente nel mondo dei videogiochi sparatutto multigiocatore online, che consente di vedere letteralmente attraverso i muri dell'ambiente di gioco, identificando la posizione degli avversari più facilmente e ottenendo così un vantaggio illecito su di essi.

## Storia
Il primo gioco a subire uno wallhack, grazie ad un exploit, fu il celeberrimo Quake (sviluppato da id Software), le pareti dei cui livello vennero rese trasparenti da alcuni hacker grazie al software Water VIS (Water Surface Transparency Patching).

## Tipi di wallhack
I wallhack, come molti altri cheat, sono programmi clientside, ovvero agiscono nel sistema informatico dell'hacker senza modificare i dati contenuti nei server di gioco.
Ci sono tre tipi di wallhack:
Memory Patch
I memory patch sono il genere di wallhack più primitivo e facilmente individuabile dai software anti-cheat. Agiscono modificando il processo eseguibile del gioco, in modo da rendere le texture dei muri trasparenti o gli altri giocatori sempre visibili attraverso di essi.
Mathack o Texture Hack
I mathack (Material Hacks) sono i tipi di wallhack più usati, in quanto difficilmente individuabili dai software anti-cheat. Agiscono modificando direttamente le texture grafiche dei muri senza alterare il codice eseguibile, in modo molto simile all'implementazione di una perfettamente lecita skin personalizzata per personaggi o ambienti. Alcune case produttrici, come Valve Corporation, hanno scelto di limitare l'uso delle texture personalizzate per bloccare l'accesso ai mathack, sebbene ciò porti spesso all'impossibilità di usare anche skin innocue; inoltre, alcuni cheater hanno potuto eludere comunque questi comandi attraverso l'uso di exploit.
Exploit del software
I software wallhack agiscono su porzioni del codice sorgente del gioco grazie a vari exploit, forzando alcune variabili di sistema e permettendo così l'accesso a feature proprie degli sviluppatori o dei tester, come appunto la trasparenza dei muri. Generalmente difficili da individuare dai software anti-cheat, questi exploit sono solitamente rimossi attraverso patch o aggiornamenti sviluppati dalla software house, modificando parti del programma in modo da rendere impossibile l'esecuzione dell'hack.

## Esempi
Esempi di giochi spesso soggetti a wallhack sono:
- Call of Duty 2
- Call of Duty 4: Modern Warfare
- Counter-Strike
- Quake III Arena
- Team Fortress 2
- Urban Terror
- War Rock
- Wolfenstein: Enemy Territory
- Minecraft
- Point Blank

## Individuazione dei cheater
Se un gioco (es. Team Fortress 2) implementa la "killcam" (fermo immagine dell'ucciso e/o dell'uccisore), o un sistema di replay, è possibile individuare manualmente un giocatore che abbia sparato attraverso un muro: molte software house consentono inoltre al giocatore di inviare alla casa madre screenshot e dettagli vari riguardo alla situazione, in modo da rendere più facile la rimozione dell'exploit utilizzato ed il ban dell'hacker.